# Rupert (serial animowany)
Rupert (1991-1997) – kanadyjsko-brytyjsko-francuski serial animowany, emitowany obecnie na kanale TVN Style, dawniej w Polsacie w wersji z dubbingiem i wersji z lektorem, którym był Jerzy Rosołowski. Na kanale TVP 1 trzy pierwsze sezony (na "taśmach" francuskich) zostały wyemitowane z drugim dubbingiem.

## Wersja polska

### Dubbing oficjalny
Opracowanie wersji polskiej: na zlecenie CANAL+ – Start International Polska

Reżyseria: 
- Ewa Kania (odc. 40-44),
- Dobrosława Bałazy (odc. 45-65)

Dialogi polskie:
- Krystyna Uniechowska-Dembińska (odc. 40-43, 47-49, 52),
- Witold Surowiak (odc. 44),
- Ewa Mart (odc. 45),
- Ewa Ziemska (odc. 46),
- Joanna Serafińska (odc. 50, 55-56, 59, 61, 64),
- Maciej Eyman (odc. 51),
- Anna Celińska (odc. 53-54, 60, 62-63, 65),
- Magdalena Dwojak (odc. 57-58)

Dźwięk i montaż:
- Hanna Makowska (odc. 40, 42-43),
- Janusz Tokarzewski (odc. 41, 44, 53-56),
- Janusz Tepper (odc. 45-48),
- Jerzy Szerniewicz (odc. 49-52),
- Jerzy Wierciński (odc. 57-65)

Kierownik produkcji: Alicja Jaśkiewicz

Udział wzięli:
- Agata Gawrońska – Rupert
- Agnieszka Maliszewska –
  - Ottolina,
  - Stella (odc. 54),
  - Toby
- Robert Tondera – Pan Faron
- Jacek Bończyk – Bill
- Mariusz Leszczyński – Sierżant Zrzęda (odc. 41, 53, 63)
- Adam Bauman – Mefisto (odc. 53)
- Joanna Wizmur – Podgy
- Marek Obertyn – Tata
- Stanisław Brudny – Profesor
- Elżbieta Kijowska – Mama
- Włodzimierz Press – Mędrzec (odc. 56)
- Krystyna Kozanecka-Dominik – Tygrysia Lilia (odc. 56)
- Jacek Sołtysiak – Freddie (odc. 56)
- Józef Mika – Perdy (odc. 56, 63)
- Zbigniew Suszyński –
  - Łapiduch (odc. 57),
  - Król (odc. 58)
- Czesław Lasota – Feliks (odc. 58)
- Artur Kaczmarski –
  - Pope (odc. 60),
  - Cavy (odc. 65)
- Jerzy Molga –
  - Inspektor (odc. 60),
  - Młody Tom (odc. 65)
- Jarosław Boberek –
  - Paylo (odc. 60),
  - Cyryl (odc. 65)
- Jacek Kopczyński – Gregory (odc. 61)
- Piotr Zelt –
  - Pong Ping (odc. 62),
  - Freddie (odc. 63)
- Jacek Jarosz –
  - Dziadek Czas (odc. 64),
  - Bill Bottles (odc. 65)
- Wiesław Machowski – Pan Ribons (odc. 65)
- Janusz Bukowski – Stary Ben (odc. 65)

oraz
- Jerzy Dominik
- Marek Frąckowiak
- January Brunov
- Elżbieta Jędrzejewska
- Mirosława Nyckowska
- Jolanta Wołłejko
- Andrzej Arciszewski
- Tomasz Kozłowicz
- Wojciech Machnicki
- Krzysztof Zakrzewski
- Marcin Kudełka
- Piotr Borowiec
- Anna Apostolakis
- Maria Raif
- Mirosław Kowalczyk
- Lucyna Malec
- Piotr Bajor
- Włodzimierz Bednarski
- Ilona Kuśmierska

i inni
Tekst piosenki: Marek Robaczewski

Opracowanie muzyczne: Marek Klimczuk

Śpiewali: Olga Bończyk, Joanna Wizmur, Jacek Bończyk

### Dubbing TVP i TVN Style
Opracowanie: Telewizja Polska – Agencja Filmowa

Reżyseria: Andrzej Bogusz

Tłumaczenie: Monika Basińska

Dialogi: Grażyna Dyksińska-Rogalska

Dźwięk: Jakub Milencki

Montaż: Zofia Dmoch

Kierownik produkcji: Monika Wojtysiak
Wystąpili:
- Krzysztof Szczerbiński,
- Iwona Rulewicz,
- Marek Barbasiewicz,
- Tomasz Kozłowicz,
- Jacek Kopczyński,
- Joanna Orzeszkowska,
- Jarosław Domin,
- Andrzej Gawroński,
- Janusz Bukowski,
- Alina Chrobak,
- Jacek Bursztynowicz,
- Rafał Żabiński,
- Agnieszka Kunikowska,
- Krzysztof Strużycki,
- Włodzimierz Bednarski,
- Leszek Zduń,
- Józef Mika

i inni

## Spis odcinków
| N/o            | Polski tytuł                        | Angielski tytuł                  |
| -------------- | ----------------------------------- | -------------------------------- |
|                |                                     |                                  |
| SERIA PIERWSZA |                                     |                                  |
|                |                                     |                                  |
| 01             | Mój przyjaciel Pong Ping            | Rupert and Pong Ping             |
|                |                                     |                                  |
| 02             | Rupert i sędziwy mędrzec            | Rupert and the Sage of Um        |
|                |                                     |                                  |
| 03             | Rupert i wehikuł czasu              | Rupert and Algy’s Midaventure    |
|                |                                     |                                  |
| 04             | Rupert i fioletowe ciasteczka       | Rupert and the Purple Cakes      |
|                |                                     |                                  |
| 05             | Rupert i szachowy król              | Rupert and Bill in Gameland      |
|                |                                     |                                  |
| 06             | Rupert i mały yeti                  | Rupert and the Little Yum        |
|                |                                     |                                  |
| 07             | Rupert i dzielny rycerz             | Rupert and the Knight            |
|                |                                     |                                  |
| 08             |                                     | Rupert and the Crocodiles        |
|                |                                     |                                  |
| 09             | Rupert i Chrustak                   | Rupert and Raggedy               |
|                |                                     |                                  |
| 10             | Rupert i władca mórz                | Rupert’s Undersea Adventure      |
|                |                                     |                                  |
| 11             | Rupert i wachlarz                   | Rupert and the Twilight Fan      |
|                |                                     |                                  |
| 12             | Rupert i śniegowy bałwan            | Rupert and Billy Blizzard        |
|                |                                     |                                  |
| 13             | Rupert i piraci                     | Rupert and the Pirates           |
|                |                                     |                                  |
| SERIA DRUGA    |                                     |                                  |
|                |                                     |                                  |
| 14             | Rupert i Boże Narodzenie bez śniegu | Rupert and the Tumple Ruins      |
|                |                                     |                                  |
| 15             | Rupert i skrzaty                    | Rupert and the Missing Snow      |
|                |                                     |                                  |
| 16             | Rupert i pradawna świątynia         | Rupert and the Leprechauns       |
|                |                                     |                                  |
| 17             | Rupert i waleczny Eryk              | Rupert in Timeland               |
|                |                                     |                                  |
| 18             | Rupert w krainie czasu              | Rupert and the Tiger’s Eye       |
|                |                                     |                                  |
| 19             |                                     | Rupert and the Big Small Machine |
|                |                                     |                                  |
| 20             |                                     | Rupert and Uncle Grizzly         |
|                |                                     |                                  |
| 21             |                                     | Rupert and the Fiddle            |
|                |                                     |                                  |
| 22             |                                     | Rupert and Nessie                |
|                |                                     |                                  |
| 23             |                                     | Rupert and the Ghost             |
|                |                                     |                                  |
| 24             |                                     | Rupert and the Lamp              |
|                |                                     |                                  |
| 25             |                                     | Rupert and the Firebird          |
|                |                                     |                                  |
| 26             |                                     | Rupert and the Mulp Gulper       |
|                |                                     |                                  |
| SERIA TRZECIA  |                                     |                                  |
|                |                                     |                                  |
| 27             |                                     | Rupert and Ginger                |
|                |                                     |                                  |
| 28             |                                     | Rupert and Growler               |
|                |                                     |                                  |
| 29             |                                     | Rupert and the Dragon Race       |
|                |                                     |                                  |
| 30             |                                     | Rupert and the Hedgehog          |
|                |                                     |                                  |
| 31             |                                     | Rupert and Ottoline              |
|                |                                     |                                  |
| 32             |                                     | Rupert and the Cloud Pirates     |
|                |                                     |                                  |
| 33             |                                     | Rupert and the Nile              |
|                |                                     |                                  |
| 34             |                                     | Rupert and the Lost Memory       |
|                |                                     |                                  |
| 35             |                                     | Rupert and the Sea Serpent       |
|                |                                     |                                  |
| 36             |                                     | Rupert and the Bell              |
|                |                                     |                                  |
| 37             |                                     | Rupert and the Carousel          |
|                |                                     |                                  |
| 38             |                                     | Rupert and the April Fool        |
|                |                                     |                                  |
| 39             |                                     | Rupert and the Clock Cuckoo      |
|                |                                     |                                  |
| SERIA CZWARTA  |                                     |                                  |
|                |                                     |                                  |
| 40             | Rupert i olbrzym                    | Rupert and the Giant             |
|                |                                     |                                  |
| 41             | Rupert i złodzieje wełny            | Rupert and the Wool Gatherers    |
|                |                                     |                                  |
| 42             | Rupert i tajemnica bagien           | Rupert and the Marsh Mystery     |
|                |                                     |                                  |
| 43             | Rupert i Archie                     | Rupert and Archie                |
|                |                                     |                                  |
| 44             | Rupert w krainie zabawek            | Rupert in Toyland                |
|                |                                     |                                  |
| 45             | Rupert w krainie snów               | Rupert in Dreamland              |
|                |                                     |                                  |
| 46             | Spotkanie z Cezarem                 | Rupert’s Roman Adventure         |
|                |                                     |                                  |
| 47             | Rupert w lustrzanym świecie         | Rupert in Mirrorland             |
|                |                                     |                                  |
| 48             | Rupert i kryształowe królestwo      | Rupert and the Crystal Kingdom   |
|                |                                     |                                  |
| 49             | Rupert i kosmici                    | Rupert and the Space Pilots      |
|                |                                     |                                  |
| 50             | Rupert i tajemnicza wyspa           | Rupert and the Mystery Isle      |
|                |                                     |                                  |
| 51             | Przygoda mamy                       | Rupert and Mum’s Adventure       |
|                |                                     |                                  |
| 52             | Wigilijna przygoda Ruperta          | Rupert’s Christmas Adventure     |
|                |                                     |                                  |
| SERIA PIĄTA    |                                     |                                  |
|                |                                     |                                  |
| 53             | Wielki Mefisto                      | Rupert and the Great Mephisto    |
|                |                                     |                                  |
| 54             | Rupert i Mała Niedźwiedzica         | Rupert and the Little Bear       |
|                |                                     |                                  |
| 55             | Rupert i origamki                   | Rupert and the Paper Folders     |
|                |                                     |                                  |
| 56             | Rupert i czarodziejski kryształ     | Rupert and the Crystal Ball      |
|                |                                     |                                  |
| 57             | Rupert i słoneczny eliksir          | Rupert and the Sun Bandit        |
|                |                                     |                                  |
| 58             | Rupert i złodziej piosenek          | Rupert and the Song Snatcher     |
|                |                                     |                                  |
| 59             | Rupert i królowa Bess               | Rupert and Queen Bess            |
|                |                                     |                                  |
| 60             | Awaria wody                         | Rupert and the Water Works       |
|                |                                     |                                  |
| 61             | Rupert i kredowy rysunek            | Rupert and the Chalk Drawing     |
|                |                                     |                                  |
| 62             | Cesarski smok                       | Rupert and the Dragon Festival   |
|                |                                     |                                  |
| 63             | Jaś Mróz                            | Rupert and the Deep Freeze       |
|                |                                     |                                  |
| 64             | Rupert i pędzizegar                 | Rupert and the Whizz Watch       |
|                |                                     |                                  |
| 65             | Złoto piratów                       | Rupert and Jolly Roger           |
|                |                                     |                                  |